# Dacia Brașovia
Dacia Brașovia a fost prezentată în cadrul salonului expozițional EREN din 1979, fiind un model coupé realizat la Dacia Service din Brașov, având la bază modelul 1310.